# Nemipterus bipunctatus
Nemipterus bipunctatus là một loài cá biển thuộc chi Nemipterus trong họ Cá lượng. Loài cá này được mô tả lần đầu tiên vào năm 1830.

## Từ nguyên
Từ định danh bipunctatus được ghép bởi hai âm tiết trong tiếng Latinh: bi ("hai") và punctatus ("có đốm"), hàm ý đề cập đến hai hàng đốm xanh lam dọc theo đường bên loài cá này.

## Phân bố và môi trường sống
N. bipunctatus có phân bố rộng khắp bờ biển Ấn Độ Dương, gồm cả biển Đỏ. Từ Đông Phi (giới hạn đến vịnh Delagoa), N. bipunctatus được ghi nhận trải dài về phía đông đến tận biển Andaman và eo biển Malacca.
N. bipunctatus sống trên nền đáy cát và bùn ở vùng nước ngoài khơi, độ sâu khoảng 18–100 m.

## Mô tả
Chiều dài cơ thể lớn nhất được ghi nhận ở N. bipunctatus là 30 cm. Phần thân trên có màu hồng nhạt, ánh bạc về phía bụng. Có 5–7 sọc màu vàng lục, cong lên trên, nằm dưới đường bên. Trên mõm có 2 vệt sọc mờ, màu lam hoặc tím nhạt. Vây lưng màu hồng nhạt, có viền đỏ (thêm dải vàng dưới rìa ở các mẫu cá nhỏ). Vây hậu môn trắng xanh lam, có 2–4 dải sọc vàng. Vây đuôi màu hồng phớt vàng, thùy trên và tia vây màu vàng. Các vây còn lại trong mờ.
Số gai vây lưng: 10; Số tia vây lưng: 9; Số gai vây hậu môn: 3; Số tia vây hậu môn: 7; Số gai vây bụng: 1; Số tia vây bụng: 5.

## Sinh thái
Thức ăn của N. bipunctatus chủ yếu bao gồm động vật giáp xác, động vật chân đầu (mực Loligo), cá nhỏ hơn và giun nhiều tơ.

## Sử dụng
N. bipunctatus chỉ được xem là loài đánh bắt không mong muốn ở vịnh Ba Tư. Tuy vậy, chúng có thể đem lại giá trị kinh tế ở hầu hết khu vực Tây Ấn Độ Dương.